# Wong Wai
Wong Wai (chiń. 黃威; ur. 17 stycznia 1992) – hongkoński piłkarz grający na pozycji pomocnika w klubie Lee Man oraz reprezentacji Hongkongu. W swojej karierze występował również w takich klubach jak: Sham Shui Po, Eastern SC czy Tai Po. Z tym ostatnim zdobył w sezonie 2018/19 mistrzostwo Hongkongu. W reprezentacji zadebiutował 4 czerwca 2013 w meczu z Filipinami. Pierwszą bramkę w kadrze zdobył 5 października 2017 w starciu z Laosem.